# خانقاه بفراجرد
خانقاه بفراجرد هي قرية في مقاطعة خلخال، إيران. عدد سكان هذه القرية هو 893 في سنة 2006.